# Classement par points
 (signalé en août 2025).
Si vous disposez d'ouvrages ou d'articles de référence ou si vous connaissez des sites web de qualité traitant du thème abordé ici, merci de compléter l'article en donnant les références utiles à sa vérifiabilité et en les liant à la section « Notes et références ».
- Archive Wikiwix
- Bing
- Cairn
- DuckDuckGo
- E. Universalis
- Gallica
- Google
- G. Books
- G. News
- G. Scholar
- Persée
- Qwant
- (zh) Baidu
- (ru) Yandex
- (wd) trouver des œuvres sur Wikidata

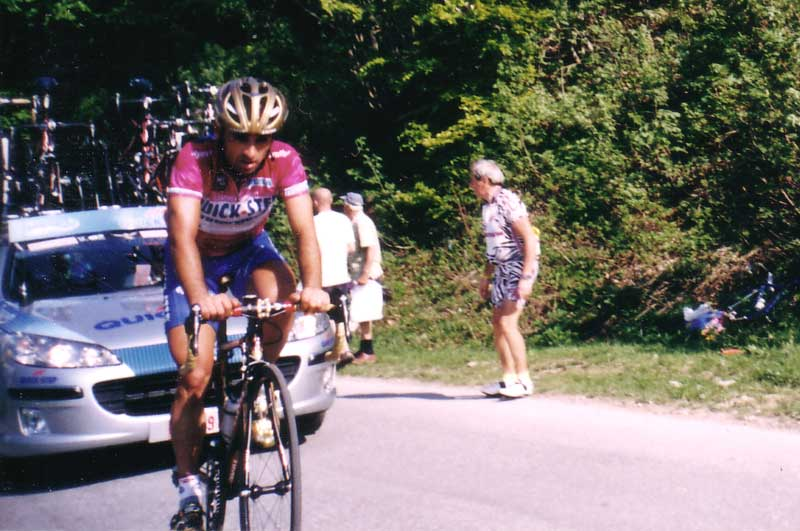
Paolo Bettini sur le tour d'Italie 2005

Le classement par points est un prix obtenu en cyclisme sur route, qui reconnaît le coureur le plus constant dans les différentes étapes d'une course par étapes. 
Le classement par points est le prix le plus important pour de nombreux sprinteurs et, par conséquent, il est souvent connu sous le nom du classement des sprints, mais certaines courses par étapes attribuent le prix avec des critères différents. Les points peuvent être gagnés en remportant ou en terminant dans les premiers d'une étape, ou en arrivant dans les premiers à certains endroits de la course, qui sont appelés des sprints intermédiaires.
Les leaders de ce classement portent un maillot distinctif : le maillot vert sur le Tour de France, le maillot cyclamen sur le Tour d'Italie et le maillot vert sur le Tour d'Espagne

## Record de victoires sur les grand tours
| Rang | Cycliste                 | Pays        | Total | Tour de France                               | Tour d'Italie              | Tour d'Espagne             |
| ---- | ------------------------ | ----------- | ----- | -------------------------------------------- | -------------------------- | -------------------------- |
| 1    | Erik Zabel               | Allemagne   | 9     | 6 (1996, 1997, 1998, 1999, 2000, 2001)       | 0                          | 3 (2002, 2003, 2004)       |
| 2    | Peter Sagan              | Slovaquie   | 8     | 7 (2012, 2013, 2014, 2015, 2016, 2018, 2019) | 1 (2021)                   | 0                          |
| 2    | Sean Kelly               | Irlande     | 8     | 4 (1982, 1983, 1985, 1989)                   | 0                          | 4 (1980, 1985, 1986, 1988) |
| 4    | Laurent Jalabert         | France      | 7     | 2 (1992, 1995)                               | 1 (1999)                   | 4 (1994, 1995, 1996, 1997) |
| 5    | Eddy Merckx              | Belgique    | 6     | 3 (1969, 1971, 1972)                         | 2 (1968, 1973)             | 1 (1973)                   |
| 6    | Jan Janssen              | Pays-Bas    | 5     | 3 (1964, 1965, 1967)                         | 0                          | 2 (1967, 1968)             |
| 6    | Djamolidine Abdoujaparov | Ouzbékistan | 5     | 3 (1991, 1993, 1994)                         | 1 (1994)                   | 1 (1992)                   |
| 8    | Francesco Moser          | Italie      | 4     | 0                                            | 4 (1976, 1977, 1978, 1982) | 0                          |
| 8    | Freddy Maertens          | Belgique    | 4     | 3 (1976, 1978, 1981)                         | 0                          | 1 (1977)                   |
| 8    | Giuseppe Saronni         | Italie      | 4     | 0                                            | 4 (1979, 1980, 1981, 1983) | 0                          |
| 8    | Mark Cavendish           | Royaume-Uni | 4     | 2 (2011, 2021)                               | 1 (2013)                   | 1 (2010)                   |
| 8    | Alejandro Valverde       | Espagne     | 4     | 0                                            | 0                          | 4 (2012, 2013, 2015, 2018) |

### Vainqueurs du classement par points sur les 3 grands tours
Seulement cinq coureurs ont remporté au moins une fois le classement par points dans chacun des trois grands tours durant leur carrière.
- Eddy Merckx
  - Tour d'Italie (1968, 1973)
  - Tour de France (1969, 1971, 1972)
  - Tour d'Espagne (1973)

- Djamolidine Abdoujaparov
  - Tour d'Italie (1994)
  - Tour de France (1991, 1993, 1994)
  - Tour d'Espagne (1992)

- Laurent Jalabert
  - Tour d'Italie (1999)
  - Tour de France (1992, 1995)
  - Tour d'Espagne (1994, 1995, 1996, 1997)

- Alessandro Petacchi
  - Tour d'Italie (2004)
  - Tour de France (2010)
  - Tour d'Espagne (2005)

- Mark Cavendish
  - Tour d'Italie (2013)
  - Tour de France (2011 et 2021)
  - Tour d'Espagne (2010)

## Vainqueurs par année
Légende : 
- Les coureurs en gras ont également remporté le classement général.
- Les coureurs en italique ont également remporté le classement de la montagne.
- Les coureurs en gras et en italique ont remporté le classement général, par points et de meilleur grimpeur.

| Année | Tour d'Italie            | Tour de France           | Tour d'Espagne           |
| ----- | ------------------------ | ------------------------ | ------------------------ |
| 1953  |                          | Fritz Schaer             |                          |
| 1954  | Ferdi Kübler             |                          |                          |
| 1955  | Stan Ockers              | Fiorenzo Magni           |                          |
| 1956  | Stan Ockers              | Rik Van Steenbergen      |                          |
| 1957  | Jean Forestier           | Vicente Iturat           |                          |
| 1958  | Jean Graczyk             | Salvador Botella         |                          |
| 1959  | André Darrigade          | Rik Van Looy             |                          |
| 1960  | Jean Graczyk             | Arthur Decabooter        |                          |
| 1961  | André Darrigade          | Antonio Suárez           |                          |
| 1962  | Rudi Altig               | Rudi Altig               |                          |
| 1963  | Rik Van Looy             | Bas Maliepaard           |                          |
| 1964  | Jan Janssen              | José Pérez Francés       |                          |
| 1965  | Jan Janssen              | Rik Van Looy             |                          |
| 1966  | Gianni Motta             | Willy Planckaert         | Jos van der Vleuten      |
| 1967  | Dino Zandegù             | Jan Janssen              | Jan Janssen              |
| 1968  | Eddy Merckx              | Franco Bitossi           | Jan Janssen              |
| 1969  | Franco Bitossi           | Eddy Merckx              | Raymond Steegmans        |
| 1970  | Franco Bitossi           | Walter Godefroot         | Guido Reybrouck          |
| 1971  | Marino Basso             | Eddy Merckx              | Cyrille Guimard          |
| 1972  | Roger De Vlaeminck       | Eddy Merckx              | Domingo Perurena         |
| 1973  | Eddy Merckx              | Herman Van Springel      | Eddy Merckx              |
| 1974  | Roger De Vlaeminck       | Patrick Sercu            | Domingo Perurena         |
| 1975  | Roger De Vlaeminck       | Rik Van Linden           | Miguel María Lasa        |
| 1976  | Francesco Moser          | Freddy Maertens          | Dietrich Thurau          |
| 1977  | Francesco Moser          | Jacques Esclassan        | Freddy Maertens          |
| 1978  | Francesco Moser          | Freddy Maertens          | Ferdi Van Den Haute      |
| 1979  | Giuseppe Saronni         | Bernard Hinault          | Alfons De Wolf           |
| 1980  | Giuseppe Saronni         | Rudy Pevenage            | Sean Kelly               |
| 1981  | Giuseppe Saronni         | Freddy Maertens          | Francisco Javier Cedena  |
| 1982  | Francesco Moser          | Sean Kelly               | Stefan Mutter            |
| 1983  | Giuseppe Saronni         | Sean Kelly               | Marino Lejarreta         |
| 1984  | Urs Freuler              | Frank Hoste              | Guido Van Calster        |
| 1985  | Johan van der Velde      | Sean Kelly               | Sean Kelly               |
| 1986  | Guido Bontempi           | Eric Vanderaerden        | Sean Kelly               |
| 1987  | Johan van der Velde      | Jean-Paul van Poppel     | Alfonso Gutiérrez        |
| 1988  | Johan van der Velde      | Eddy Planckaert          | Sean Kelly               |
| 1989  | Giovanni Fidanza         | Sean Kelly               | Malcolm Elliott          |
| 1990  | Gianni Bugno             | Olaf Ludwig              | Uwe Raab                 |
| 1991  | Claudio Chiappucci       | Djamolidine Abdoujaparov | Uwe Raab                 |
| 1992  | Mario Cipollini          | Laurent Jalabert         | Djamolidine Abdoujaparov |
| 1993  | Adriano Baffi            | Djamolidine Abdoujaparov | Tony Rominger            |
| 1994  | Djamolidine Abdoujaparov | Djamolidine Abdoujaparov | Laurent Jalabert         |
| 1995  | Tony Rominger            | Laurent Jalabert         | Laurent Jalabert         |
| 1996  | Fabrizio Guidi           | Erik Zabel               | Laurent Jalabert         |
| 1997  | Mario Cipollini          | Erik Zabel               | Laurent Jalabert         |
| 1998  | Mariano Piccoli          | Erik Zabel               | Fabrizio Guidi           |
| 1999  | Laurent Jalabert         | Erik Zabel               | Frank Vandenbroucke      |
| 2000  | Dimitri Konyshev         | Erik Zabel               | Roberto Heras            |
| 2001  | Massimo Strazzer         | Erik Zabel               | José María Jiménez       |
| 2002  | Mario Cipollini          | Robbie McEwen            | Erik Zabel               |
| 2003  | Gilberto Simoni          | Baden Cooke              | Erik Zabel               |
| 2004  | Alessandro Petacchi      | Robbie McEwen            | Erik Zabel               |
| 2005  | Paolo Bettini            | Thor Hushovd             | Alessandro Petacchi      |
| 2006  | Paolo Bettini            | Robbie McEwen            | Thor Hushovd             |
| 2007  | Danilo Di Luca           | Tom Boonen               | Daniele Bennati          |
| 2008  | Daniele Bennati          | Óscar Freire             | Greg Van Avermaet        |
| 2009  | Denis Menchov            | Thor Hushovd             | André Greipel            |
| 2010  | Cadel Evans              | Alessandro Petacchi      | Mark Cavendish           |
| 2011  | Michele Scarponi         | Mark Cavendish           | Bauke Mollema            |
| 2012  | Joaquim Rodríguez        | Peter Sagan              | Alejandro Valverde       |
| 2013  | Mark Cavendish           | Peter Sagan              | Alejandro Valverde       |
| 2014  | Nacer Bouhanni           | Peter Sagan              | John Degenkolb           |
| 2015  | Giacomo Nizzolo          | Peter Sagan              | Alejandro Valverde       |
| 2016  | Giacomo Nizzolo          | Peter Sagan              | Fabio Felline            |
| 2017  | Fernando Gaviria         | Michael Matthews         | Christopher Froome       |
| 2018  | Elia Viviani             | Peter Sagan              | Alejandro Valverde       |
| 2019  | Pascal Ackermann         | Peter Sagan              | Primož Roglič            |
| 2020  | Arnaud Démare            | Sam Bennett              | Primož Roglič            |
| 2021  | Peter Sagan              | Mark Cavendish           | Fabio Jakobsen           |
| 2022  | Arnaud Démare            | Wout van Aert            | Mads Pedersen            |
| 2023  | Jonathan Milan           | Jasper Philipsen         | Kaden Groves             |
| 2024  | Jonathan Milan           | Biniam Girmay            | Kaden Groves             |
| 2025  | Mads Pedersen            | Jonathan Milan           |                          |

### Doublés sur les grands tours la même année
Seulement six coureurs ont remporté les classements par points sur deux grands tours la même année.
Le doublé Giro/Tour réalisé par un seul coureur :
- Djamolidine Abdoujaparov (1994)

Le doublé Tour/Vuelta réalisé par quatre coureurs :
- Rudi Altig (1962)
- Jan Janssen (1967)
- Sean Kelly (1985)
- Laurent Jalabert (1995)

Le doublé Vuelta/Giro réalisé par un seul coureur :
- Eddy Merckx (1973)

Aucun coureur n'a réussi à remporter les trois classements la même année.